# Eclipse solar del 28 de mayo de 585 a. C.

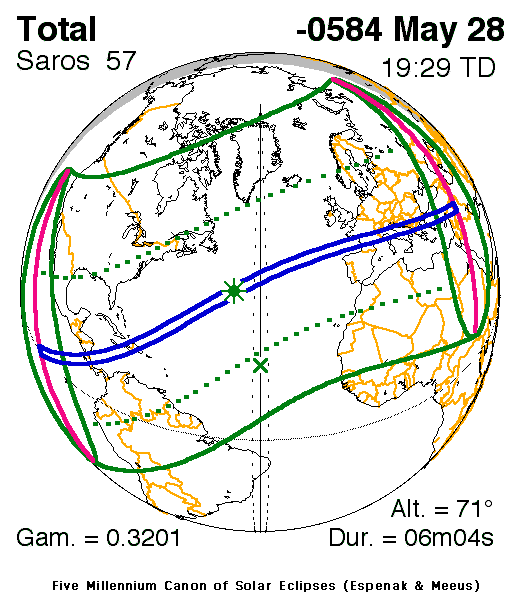
Mapa del eclipse solar del 28 de mayo de 585 antes de Cristo.

Este eclipse total, visible en la Asia Menor, tuvo lugar el 28 de mayo de 585 a. C. (Calendario Juliano). Según Heródoto, este eclipse solar había sido previsto por Tales de Mileto. Aquel día, el ejército del rey Medo Ciáxares, que anteriormente había acabado con el imperio Asirio, se encontraba a orillas del rio Kizilirmak con la intención de conquistar el Reino de Lidia.
Los cálculos astronómicos modernos confirman que un eclipse solar ocurrió el 28 de mayo de 585 a. C. y que fue visible como total desde Asia Menor. Por lo tanto, parece plausible que el eclipse estuviera relacionado con la batalla que describe Heródoto. Sin embargo, la posibilidad de que Tales de Mileto predijera la visibilidad de dicho eclipse solar como total desde esa localización geográfica ha sido cuestionado por varios historiadores y astrofísicos. Se ha solido aludir a que Tales pudo utilizar el ciclo Saros o Exeligmos (triple Saros) pero, para las circunstancias de ese eclipse particular, dichos ciclos no eran aplicables. Por lo tanto, la predicción del eclipse de Tales parece muy cuestionable.